# Puerto de la Morcuera
Il Puerto de la Morcuera è un passo di montagna situato nella Sierra de Guadarrama (appartenente al Sistema Centrale), nella Comunità di Madrid (Spagna). È attraversato dalla strada M-611 che collega i comuni di Miraflores de la Sierra e Rascafría, situati a una distanza di 21,66 km. Il passo è situato a un'altitudine di 1.796 m, il terzo più elevato della Comunità di Madrid dopo il puerto de Navacerrada e il puerto de Cotos. Il passo segna il confine tra la Cuerda Larga e la Sierra de la Morcuera, allineamenti secondari della Sierra de Guadarrama.
Il percorso da sud inizia a 1.200 m a Miraflores de la Sierra. Si sale circa 600 m da Miraflores al passo in 9,2 km, con una pendenza media del 6,8%, con punte del 12%. la salita viene considerata gran premio della montagna di prima categoria nella Vuelta a España. Una volta raggiunta la cima, vi sono 13,4 km di discesa con una pendenza media del 4,7% e punte al 10% fino a raggiungere Rascafría, situata a 1.150 m. Circa il 40% del percorso si trova oltre i 1.500 m ed in nessun punto l'altitudine è inferiore ai 1.000 m.
Dal passo si può osservare, guardando verso sud, la pianura di Madrid e, nelle altre direzioni vi sono viste delle montagne con cascate che formano i ruscelli che scendono dall'alta montagna, oltre a picchi superiori ai 2.000 m come le Cabezas de Hierro e La Najarra.

## Vegetazione e fauna
Con una piovosità superiore ai 1.000 mm annuali, la vegetazione è composta da arbusti, pini, melojo, con alcuni esemplari isolati di faggio. nelle zone basse abbondano i pini e, in misura minore, i lecci. La zona è conosciuta anche per la fauna.